# Not in This Lifetime
A Not in This Lifetime (por vezes escrito Not in This Lifetime... Tour) foi uma turnê da banda ameircana de hard rock Guns N' Roses, realizada de 1.º de abril de 2016 a 2 de novembro de 2019. A turnê contou com a participação dos membros da formação clássica Axl Rose, Slash e Duff McKagan, marcando a primeira vez desde a Use Your Illusion Tour em 1993 que os três se apresentaram juntos. Após a turnê anterior, em 2014, os guitarristas DJ Ashba e Ron "Bumblefoot" Thal, o baixista Tommy Stinson e o tecladista Chris Pitman deixaram a banda, abrindo várias vagas. Slash e McKagan retornaram ao grupo, e Melissa Reese entrou como tecladista.
A banda embarcou numa turnê mundial que passou por todos os continentes, exceto a Antártida, com um total de 175 apresentações, tornando-se a terceira turnê mais longa da banda, atrás apenas da Use Your Illusion Tour e da Chinese Democracy Tour. O ex-baterista Steven Adler também fez participações especiais em várias apresentações, sendo a primeira vez que ele tocou com o grupo desde 1990. A turnê foi um grande sucesso financeiro, arrecadando mais de 584,2 milhões de dólares, tornando-se a quarta turnê de maior bilheteria de todos os tempos.
Em 2016, a turnê foi a de maior arrecadação por cidade e a quarta maior bilheteria geral daquele ano. Em 2017, foi a segunda turnê de maior arrecadação no mundo. No mesmo ano, foi homenageada no Billboard Live Music Awards, vencendo nas categorias de Top Tour e Top Draw, além de ser indicada para Top Boxscore.

## História da turnê
A história do começo deste tour remonta-se à primavera norte-americana do 2015 onde Paul Tollet organizador do Festival de Música e Artes de Coachella Valley esteve em permanente contacto com Axl Rose o qual o próprio Rose achou que o que dizia Tollet era sério e levou a Axl a falar com seu pessoal para levar as coisas adiante e iniciar uma negociação. Axl Rose falou com um dos managers da banda, Fernando Lebeis ao qual lhe pediu que conseguisse o número de telefone de Slash para levar a cabo a tão ansiada reunião dos Guns N' Roses.
Em primeiro lugar, a reunião somente seria pelo festival de Coachella mas Rose sabia que não seria assim já que esta reunião envolveria a muitas pessoas e agências e era muito possível um tour com a banda reunida, o qual levou a Rose a tomar muito consideravelmente as possibilidades de um novo tour. Finalmente Axl Rose chamou a Slash mas por esse então Slash se encontrava de gira com sua banda "Slash ft Myles Kennedy and The Conspirators" o qual atrasou um pouco o primeiro encontro entre Rose, McKagan e Slash. Depois da finalização de gira-a de Slash com sua banda, em outubro de 2015 e pela primeira vez em 23 anos, Axl Rose e Slash ver-se-iam as caras novamente em casa de Axl no mês de outubro. Depois do jantar com Slash, Axl encontrou-se com Duff McKagan (Com quem retomou contacto a começos do 2014) para conversar e planear uma futura gira. Axl encarregou a seu pessoal de começar a promover uma reunião histórica para o mundo da música em especial do rock. À brevedad, começaram os ensaios da formação clássica da banda, enquanto membros alternativos despediam-se dela para dar passo a algo tão ansiado por todos os fãs, Axl, Duff e Slash juntos novamente. Rum Thal deu passo ao custado em dezembro do 2014, enquanto o guitarra líder DJ Ashba deixaria a banda em julho do 2015, por outro lado o segundo tecladista e sintetizadores, Chris Pitman abandonaria a banda a começos de 2016 por desacordo com a reunião de membros originais.
Uma vez passadas as sessões de ensaio, segundo o mesmo Axl Rose "As provas de som foram muito boas, depois chegou a hora de cantar e tudo se foi dando" Axl também comentaria numa entrevista em Brasil que as canções do Chinese Democracy foram ensayadas por própria iniciativa de Slash e Duff Mckagan, também se trabalhou com o baterista Frank Ferrer para coordenar tempo e golpes de todas as canções.
O tour que conta com mais de cem datas ao redor do mundo iniciou oficialmente o 1 de abril de 2016 com a formação semi-clássica de Guns N' Roses: Axl Rose, Slash, Duff McKagan, Richard Fortus, Dizzy Reed, Frank Ferrer e a recentemente incorporada nos sintetizadores e primeira mulher na história de Guns N' Roses Melissa Reese. Cabe destacar que o baterista Steven Adler se soma à gira reunião de Guns N' Roses como baterista convidado (Cincinnati, Nashville, Los Angeles e Buenos Aires).
Até o momento a banda passou por países como Estados Unidos, Canadá, México, Chile, Peru, Argentina, Brasil, Colômbia e Costa Rica. Neste tour reviveram-se canções como: Double Talkin' Jive (não tocada desde 1993), Coma (não tocada desde 1993) ou New Rose (debut ao vivo em 2016), como também versões de Black Hole Sun em tributo ao falecido Chris Cornell, Wichita Lineman de Glen Campbell e I Feel Good de James Brown. Em maio de 2017, gira-a chega a Europa e Israel.
O 20 de julho de 2017, o grupo toca no mítico Apollo Theater de Nova York coincidindo com o 30 aniversário da saída do álbum Appetite for Destruction.
O 3 de junho de 2018, em Berlim, o grupo interpreta pela primeira vez a canção Slither de Velvet Revolver.

## Teloneros
- Alice in Chains (nas Vegas (2016), Detroit (2016), Landover, Kansas City, Chicago (2016), Seattle)
- The Cult (em Cidade de México (Abril 2016), Atlanta, Orlando, Nova Orleans, Arlington, Los Angeles (2016), San Diego)
- Tyler Bryant & The Shakedown (em Cincinnati, Glendale, Cidade de México (Novembro 2016), Cidade de Singapura, Bilbao, Lisboa, Madri, Londres, Paris, Viena, Nimega, Tel Aviv, Santiago (2017))
- Chris Stapleton (em Nashville)
- Wolfmother (em Pittsburgh, Filadelfia (2016), Wellington, Auckland, Sídney, Melbourne, Adelaida, Perth, Cidade de Singapura, Viena)
- Billy Talent (em Toronto (2016))
- Lenny Kravitz (em Foxborough, East Rutherford)
- Skrillex (em Houston (2016))
- The Struts (em San Francisco)
- Zakk Wylde (em Glendale)
- Área 7 (em Lima)
- Wild Parade (em Santiago (2016))
- Massacre e Céu Razzo (em Rosario)
- Airbag (em Buenos Aires (2016))
- Scalene (em Porto Alegre)
- Plebe Rude (em São Paulo (2016), Rio de Janeiro (2016), Curitiba, Brasília)
- Marky Ramone (em Medellín)
- Gandhi (em San José)
- Babymetal (em Osaka, Kōbê, Yokohama, Tokio)
- Man with a Mission (em Tokio)
- Rose Tattoo (em Brisbane, Sídney)
- Point of View (em Dubái)
- Royal Blood (em Slane Castle, Vancouver, George)
- Mark Lanegan (em Slane Castle, Bilbao, Lisboa, Madri)
- Otherkin (em Slane Castle)
- The Darkness (em Zurique, Imola, Estocolmo, Hämeenlinna)
- Phil Campbell & the Bastard Sons (em Zurique, Imola, Munique, Hannover)
- The Kills (em Munique, Londres)
- Killing Joke (em Gdansk, Hannover)
- Virgin (em Gdansk)
- Biffy Clyro (em Copenhague, Praga, Paris, Nimega)
- Backyard Babies (em Copenhague, Estocolmo)
- Michael Monroe (em Hämeenlinna)
- Deftones (em Saint Louis, Minneapolis)
- Sturgill Simpson (em Denver, Little Rock, Miami)
- Live (em Winston-Salem, Hershey)
- Our Lady Peace (em Montreal, Ottawa, Winnipeg, Edmonton)
- ZZ Top (no Passo, San Antonio)
- The Who (em Santiago (2017), A Prata (2017))
- A Beriso  (na Prata (2017))
- Manic Street Preachers (em Berlin (2018))
- Greta Vão Fleet (em Berlin (2018))

## Concertos
| 1 de abril de 2016                         | Los Ángeles        | Estados Unidos         | Troubadour                             | —                             | —            |                       |          |                |               |   |
| 8 de abril de 2016                         | Las Vegas          | Estados Unidos         | T-Mobile Arena                         | 28,849 / 28,849               | $6.265.076   |                       |          |                |               |   |
| 9 de abril de 2016                         | Las Vegas          | Estados Unidos         | T-Mobile Arena                         | 28,849 / 28,849               | $6.265.076   |                       |          |                |               |   |
| 16 de abril de 2016                        | Indio              | Estados Unidos         | Festival de Coachella                  | —                             | —            |                       |          |                |               |   |
| 19 de abril de 2016                        | Ciudad de México   | México                 | Foro Sol                               | 131,198 / 131,198             | $9,328,859   |                       |          |                |               |   |
| 20 de abril de 2016                        | Ciudad de México   | México                 | Foro Sol                               | 131,198 / 131,198             | $9,328,859   |                       |          |                |               |   |
| 23 de abril de 2016                        | Indio              | Estados Unidos         | Festival de Coachella                  | —                             | —            |                       |          |                |               |   |
| Etapa 2 — América del Norte                |                    |                        |                                        |                               |              |                       |          |                |               |   |
| 23 de junho de 2016                        | Detroit            | Estados Unidos         | Ford Field                             | 44,439 / 44,439               | $4,776,767   |                       |          |                |               |   |
| 26 de junho de 2016                        | Landover           | Estados Unidos         | FedExField                             | 41,208 / 48,186               | $4,107,027   |                       |          |                |               |   |
| 29 de junho de 2016                        | Kansas City        | Estados Unidos         | Arrowhead Stadium                      | 40,387 / 49,385               | $3,285,043   |                       |          |                |               |   |
| 1 de julho de 2016                         | Chicago            | Estados Unidos         | Soldier Field                          | 82,172 / 96,088               | $8,843,684   |                       |          |                |               |   |
| 3 de julho de 2016                         | Chicago            | Estados Unidos         | Soldier Field                          | 82,172 / 96,088               | $8,843,684   |                       |          |                |               |   |
| 6 de julho de 2016                         | Cincinnati         | Estados Unidos         | Paul Brown Stadium                     | 32,516 / 33,845               | $2,857,336   |                       |          |                |               |   |
| 9 de julho de 2016                         | Nashville          | Estados Unidos         | Nissan Stadium                         | 42,824 / 42,824               | $4,765,878   |                       |          |                |               |   |
| 12 de julho de 2016                        | Pittsburgh         | Estados Unidos         | Heinz Field                            | 39,109 / 42,109               | $3,810,026   |                       |          |                |               |   |
| 14 de julho de 2016                        | Filadelfia         | Estados Unidos         | Lincoln Financial Field                | 49,328 / 49,328               | $4,883,474   |                       |          |                |               |   |
| 16 de julho de 2016                        | Toronto            | Canadá                 | Rogers Centre                          | 48,016 / 48,016               | $5,370,460   |                       |          |                |               |   |
| 19 de julho de 2016                        | Foxborough         | Estados Unidos         | Gillette Stadium                       | 65,472 / 71,099               | $8,302,575   |                       |          |                |               |   |
| 20 de julho de 2016                        | Foxborough         | Estados Unidos         | Gillette Stadium                       | 65,472 / 71,099               | $8,302,575   |                       |          |                |               |   |
| 23 de julho de 2016                        | East Rutherford    | Estados Unidos         | MetLife Stadium                        | 100,177 / 100,177             | $11,687,391  |                       |          |                |               |   |
| 24 de julho de 2016                        | East Rutherford    | Estados Unidos         | MetLife Stadium                        | 100,177 / 100,177             | $11,687,391  |                       |          |                |               |   |
| 27 de julho de 2016                        | Atlanta            | Estados Unidos         | Georgia Dome                           | 41,508 / 41,508               | $4,544,620   |                       |          |                |               |   |
| 29 de julho de 2016                        | Orlando            | Estados Unidos         | Camping World Stadium                  | 40,702 / 40,702               | $5,852,060   |                       |          |                |               |   |
| 31 de julho de 2016                        | Nueva Orleans      | Estados Unidos         | Mercedes-Benz Superdome                | 32,894 / 40,215               | $3,447,362   |                       |          |                |               |   |
| 3 de agosto de 2016                        | Arlington          | Estados Unidos         | AT&T Stadium                           | 39,015 / 43,449               | $4,786,948   |                       |          |                |               |   |
| 5 de agosto de 2016                        | Houston            | Estados Unidos         | NRG Stadium                            | 49,778 / 49,778               | $6,166,657   |                       |          |                |               |   |
| 9 de agosto de 2016                        | San Francisco      | Estados Unidos         | AT&T Park                              | 38,173 / 38,173               | $5,597,843   |                       |          |                |               |   |
| 12 de agosto de 2016                       | Seattle            | Estados Unidos         | CenturyLink Field                      | 42,697 / 42,697               | $5,237,966   |                       |          |                |               |   |
| 15 de agosto de 2016                       | Glendale           | Estados Unidos         | University of Phoenix Stadium          | 44,110 / 48,914               | $4,257,189   |                       |          |                |               |   |
| 18 de agosto de 2016                       | Los Ángeles        | Estados Unidos         | Dodger Stadium                         | 84,634 / 87,917               | $8,917,758   |                       |          |                |               |   |
| 19 de agosto de 2016                       | Los Ángeles        | Estados Unidos         | Dodger Stadium                         | 84,634 / 87,917               | $8,917,758   |                       |          |                |               |   |
| 22 de agosto de 2016                       | San Diego          | Estados Unidos         | Qualcomn Stadium                       | 49,458 / 49,458               | $5,337,634   |                       |          |                |               |   |
| Etapa 3 — América Latina                   |                    |                        |                                        |                               |              |                       |          |                |               |   |
| 27 de outubro de 2016                      | Lima               | Peru                   | Estadio Monumental                     | 44,228 / 44,228               | $4,066,300   |                       |          |                |               |   |
| 29 de outubro de 2016                      | Santiago de Chile  | Chile                  | Estadio Nacional de Chile              | 62,375 / 63,200               | $6,540,250   |                       |          |                |               |   |
| 1 de novembro de 2016                      | Rosario            | Argentina              | Estadio Gigante de Arroyito            | 22,735 / 26,505               | $2,778,110   |                       |          |                |               |   |
| 4 de novembro de 2016                      | Buenos Aires       | Argentina              | Estadio River Plate                    | 105,026 / 112,756             | $11,042,300  |                       |          |                |               |   |
| 5 de novembro de 2016                      | Buenos Aires       | Argentina              | Estadio River Plate                    | 105,026 / 112,756             | $11,042,300  |                       |          |                |               |   |
| 8 de novembro de 2016                      | Porto Alegre       | Brasil                 | Estadio Beira-Rio                      | 50,567 / 50,567               | $4,192,340   |                       |          |                |               |   |
| 11 de novembro de 2016                     | São Paulo          | Brasil                 | Allianz Parque                         | 93,600 / 93,600               | $10,761,300  |                       |          |                |               |   |
| 12 de novembro de 2016                     | São Paulo          | Brasil                 | Allianz Parque                         | 93,600 / 93,600               | $10,761,300  |                       |          |                |               |   |
| 15 de novembro de 2016                     | Río de Janeiro     | Brasil                 | Estadio Olimpico Joao Havelange        | 50,234 / 50,234               | $3,581,510   |                       |          |                |               |   |
| 17 de novembro de 2016                     | Curitiba           | Brasil                 | Pedreira Paulo Leminski                | 25,030 / 25,030               | $2,638,780   |                       |          |                |               |   |
| 20 de novembro de 2016                     | Brasilia           | Brasil                 | Estadio Mané Garrincha                 | 42,307 / 42,307               | $2,981,050   |                       |          |                |               |   |
| 23 de novembro de 2016                     | Medellín           | Colômbia               | Estadio Atanasio Girardot              | 39,511 / 39,511               | $5,443,000   |                       |          |                |               |   |
| 26 de novembro de 2016                     | San José           | Costa Rica             | Estadio Nacional de Costa Rica         | 29,560 / 35,785               | $2,520,280   |                       |          |                |               |   |
| 29 de novembro de 2016                     | Ciudad de México   | México                 | Palacio de los Deportes                | 32,935 / 40,530               | $2,637,421   |                       |          |                |               |   |
| 30 de novembro de 2016                     | Ciudad de México   | México                 | Palacio de los Deportes                | 32,935 / 40,530               | $2,637,421   |                       |          |                |               |   |
| Etapa 4 — Asia y Oceanía                   |                    |                        |                                        |                               |              |                       |          |                |               |   |
| 21 de janeiro de 2017                      | Osaka              | Japão                  | Osaka Dome                             | 25,000 / 25,000               | $2,900,000   |                       |          |                |               |   |
| 22 de janeiro de 2017                      | Kōbe               | Japão                  | World Memorial Hall                    | 5,000 / 5,000                 | $615,000     |                       |          |                |               |   |
| 25 de janeiro de 2017                      | Yokohama           | Japão                  | Yokohama Arena                         | 8,000 / 8,000                 | $1,000,000   |                       |          |                |               |   |
| 28 de janeiro de 2017                      | Tokio              | Japão                  | Saitama Super Arena                    | 55,000 / 55,000               | $7,460,000   |                       |          |                |               |   |
| 29 de janeiro de 2017                      | Tokio              | Japão                  | Saitama Super Arena                    | 55,000 / 55,000               | $7,460,000   |                       |          |                |               |   |
| 2 de fevereiro de 2017                     | Wellington         | Nova Zelândia          | Westpac Stadium                        | 32,448 / 32,448               | $3,617,500   |                       |          |                |               |   |
| 4 de fevereiro de 2017                     | Auckland           | Nova Zelândia          | Western Springs Stadium                | 48,118 / 48,118               | $5,545,210   |                       |          |                |               |   |
| 7 de fevereiro de 2017                     | Brisbane           | Austrália              | QSAC Stadium                           | 39,459 / 39,459               | $4,441,060   |                       |          |                |               |   |
| 10 de fevereiro de 2017                    | Sídney             | Austrália              | ANZ Stadium                            | 84,277 / 84,277               | $9,245,210   |                       |          |                |               |   |
| 11 de fevereiro de 2017                    | Sídney             | Austrália              | ANZ Stadium                            | 84,277 / 84,277               | $9,245,210   |                       |          |                |               |   |
| 14 de fevereiro de 2017                    | Melbourne          | Austrália              | Melbourne Cricket Ground               | 73,114 / 73,114               | $8,816,760   |                       |          |                |               |   |
| 18 de fevereiro de 2017                    | Adelaida           | Austrália              | Adelaide Oval                          | 33,713 / 33,713               | $3,541,050   |                       |          |                |               |   |
| 21 de fevereiro de 2017                    | Perth              | Austrália              | Domain Stadium                         | 30,382 / 30,382               | $3,084,270   |                       |          |                |               |   |
| 25 de fevereiro de 2017                    | Ciudad de Singapur | Singapura              | Changi Exhibition Centre               | 50,088 / 50,088               | $8,520,020   |                       |          |                |               |   |
| 28 de fevereiro de 2017                    | Bangkok            | Tailândia              | SCG Stadium                            | 17,400 / 17,400               | $2,830,000   |                       |          |                |               |   |
| 3 de março de 2017                         | Dubái              | Emirados Árabes Unidos | Autism Rocks Arena                     | 26,502 / 26,502               | $3,643,960   |                       |          |                |               |   |
| Etapa 5 — Europa e Israel                  |                    |                        |                                        |                               |              |                       |          |                |               |   |
| 27 de maio de 2017                         | Slane              | Irlanda                | Slane Castle                           | 79,258 / 79,258               | $8,304,358   |                       |          |                |               |   |
| 30 de maio de 2017                         | Bilbao             | Espanha                | Estadio San Mamés                      | 27,955 / 31,000               | $2,826,445   |                       |          |                |               |   |
| 2 de junho de 2017                         | Lisboa             | Portugal               | Paseo Marítimo de Algés                | 58,919 / 58,919               | $4,796,915   |                       |          |                |               |   |
| 4 de junho de 2017                         | Madrid             | Espanha                | Estadio Vicente Calderón               | 50,101 / 50,101               | $4,799,188   |                       |          |                |               |   |
| 7 de junho de 2017                         | Zúrich             | Suíça                  | Letzigrund                             | 42,425 / 42,425               | $5,607,649   |                       |          |                |               |   |
| 10 de junho de 2017                        | Imola              | Itália                 | Autodromo Enzo e Dino Ferrari          | 78,438 / 78,438               | $6,743,838   |                       |          |                |               |   |
| 13 de junho de 2017                        | Múnich             | Alemanha               | Estadio Olímpico de Múnich             | 66,795 / 66,795               | $7,669,807   |                       |          |                |               |   |
| 16 de junho de 2017                        | Londres            | Reino Unido            | Estadio Olímpico de Londres            | 139,267 / 139,267             | $17,171,304  |                       |          |                |               |   |
| 17 de junho de 2017                        | Londres            | Reino Unido            | Estadio Olímpico de Londres            | 139,267 / 139,267             | $17,171,304  |                       |          |                |               |   |
| 20 de junho de 2017                        | Gdansk             | Polónia                | Arena Gdansk                           | 42,571 / 42,571               | $3,385,282   |                       |          |                |               |   |
| 22 de junho de 2017                        | Hannover           | Alemanha               | Messegelände                           | 70,015 / 70,015               | $6,723,340   |                       |          |                |               |   |
| 24 de junho de 2017                        | Werchter           | Bélgica                | Werchter Classic                       | 58,011 / 58,011               | $5,928,398   |                       |          |                |               |   |
| 27 de junho de 2017                        | Copenhague         | Dinamarca              | Parken Stadion                         | 48,094 / 48,094               | $5,000,715   |                       |          |                |               |   |
| 29 de junho de 2017                        | Estocolmo          | Suécia                 | Friends Arena                          | 53,654 / 53,654               | $4,460,555   |                       |          |                |               |   |
| 1 de junho de 2017                         | Hämeenlinna        | Finlândia              | Kantola Event Park                     | 55,033 / 55,033               | $5,567,242   |                       |          |                |               |   |
| 4 de julho de 2017                         | Praga              | Chéquia                | Aeropuerto Letnany                     | 49,756 / 50,000               | $4,375,544   |                       |          |                |               |   |
| 7 de julho de 2017                         | París              | França                 | Estadio de Francia                     | 60,438 / 60,438               | $5,439,491   |                       |          |                |               |   |
| 10 de julho de 2017                        | Viena              | Áustria                | Estadio Ernst Happel                   | 54,847 / 54,847               | $6,172,541   |                       |          |                |               |   |
| 12 de julho de 2017                        | Nimega             | Países Baixos          | Goffert Stadion                        | 65,101 / 65,101               | $6,566,559   |                       |          |                |               |   |
| 15 de julho de 2017                        | Tel Aviv           | Israel                 | Parque Yarkon                          | 57,204 / 57,300               | $6,761,681   |                       |          |                |               |   |
| Etapa 6 — América del Norte                |                    |                        |                                        |                               |              |                       |          |                |               |   |
| 20 de julho de 2017                        | Nueva York         | Estados Unidos         | Teatro Apollo                          | —                             | —            |                       |          |                |               |   |
| 27 de julho de 2017                        | Saint Louis        | Estados Unidos         | Edward Jones Dome                      | 36,382 / 41,158               | $3,533,972   |                       |          |                |               |   |
| 30 de julho de 2017                        | Minneapolis        | Estados Unidos         | U.S. Bank Stadium                      | 48,740 / 48,740               | $5,567,052   |                       |          |                |               |   |
| 2 de agosto de 2017                        | Denver             | Estados Unidos         | Sports Authority Field at Mile High    | 41,445 / 44,806               | $3,846,068   |                       |          |                |               |   |
| 5 de agosto de 2017                        | Little Rock        | Estados Unidos         | Estadio War Memorial                   | 26,400 / 33,102               | $1,896,770   |                       |          |                |               |   |
| 8 de agosto de 2017                        | Miami              | Estados Unidos         | Marlins Park                           | 37,834 / 37,834               | $4,102,883   |                       |          |                |               |   |
| 11 de agosto de 2017                       | Winston-Salem      | Estados Unidos         | BB&T Field                             | 32,847 / 34,139               | $3,447,947   |                       |          |                |               |   |
| 13 de agosto de 2017                       | Hershey            | Estados Unidos         | Estadio Hersheypark                    | 31,087 / 31,087               | $3,500,876   |                       |          |                |               |   |
| 16 de agosto de 2017                       | Bufalo             | Estados Unidos         | New Era Field                          | 32,245 / 35,630               | $2,626,070   |                       |          |                |               |   |
| 19 de agosto de 2017                       | Montreal           | Canadá                 | Parque Jean-Drapeau                    | 23,117 / 27,685               | $2,539,510   |                       |          |                |               |   |
| 21 de agosto de 2017                       | Ottawa             | Canadá                 | Estadio TD Place                       | 21,204 / 25,714               | $2,144,550   |                       |          |                |               |   |
| 24 de agosto de 2017                       | Winnipeg           | Canadá                 | Investors Group Field                  | 30,741 / 30,741               | $3,008,250   |                       |          |                |               |   |
| 27 de agosto de 2017                       | Regina             | Canadá                 | Estadio Mosaic                         | 34,434 / 34,434               | $3,463,640   |                       |          |                |               |   |
| 30 de agosto de 2017                       | Edmonton           | Canadá                 | Estadio de la Mancomunidad             | 44,393 / 46,656               | $4,780,270   |                       |          |                |               |   |
| 1 de setembro de 2017                      | Vancouver          | Canadá                 | Estadio BC Place                       | 39,385 / 39,385               | $4,039,950   |                       |          |                |               |   |
| 3 de setembro de 2017                      | George             | Estados Unidos         | The Gorge Amphitheatre                 | 15,781 / 22,000               | $1,653,890   |                       |          |                |               |   |
| 6 de setembro de 2017                      | El Paso            | Estados Unidos         | Estadio Sun Bowl                       | 39,780 / 43,123               | $3,087,980   |                       |          |                |               |   |
| 8 de setembro de 2017                      | San Antonio        | Estados Unidos         | Alamodome                              | 38,490 / 41,387               | $3,859,017   |                       |          |                |               |   |
| Etapa 7 — América Latina                   |                    |                        |                                        |                               |              |                       |          |                |               |   |
| 23 de setembro de 2017                     | Río de Janeiro     | Brasil                 | Parque Olímpico de Río de Janeiro      | —                             | —            |                       |          |                |               |   |
| 26 de setembro de 2017                     | São Paulo          | Brasil                 | Allianz Parque                         | —                             | —            |                       |          |                |               |   |
| 29 de setembro de 2017                     | Santiago de Chile  | Chile                  | Estadio Monumental                     | —                             | —            |                       |          |                |               |   |
| 1 de outubro de 2017                       | La Plata           | Argentina              | Estadio Ciudad de La Plata             | —                             | —            |                       |          |                |               |   |
| Etapa 8 — América del Norte                |                    |                        |                                        |                               |              |                       |          |                |               |   |
| 8 de outubro de 2017                       | Filadelfia         | Estados Unidos         | Wells Fargo Center                     | —                             | —            |                       |          |                |               |   |
| 11 de outubro de 2017                      | Nueva York         | Estados Unidos         | Madison Square Garden                  | —                             | —            |                       |          |                |               |   |
| 12 de outubro de 2017                      | Newark             | Estados Unidos         | Prudential Center                      | —                             | —            |                       |          |                |               |   |
| 15 de outubro de 2017                      | Nueva York         | Estados Unidos         | Madison Square Garden                  | —                             | —            |                       |          |                |               |   |
| 16 de outubro de 2017                      | Nueva York         | Estados Unidos         | Madison Square Garden                  | —                             | —            |                       |          |                |               |   |
| 19 de outubro de 2017                      | Washington DC      | Estados Unidos         | Capital One Arena                      | —                             | —            |                       |          |                |               |   |
| 22 de outubro de 2017                      | Boston             | Estados Unidos         | TD Garden                              | —                             | —            |                       |          |                |               |   |
| 23 de outubro de 2017                      | Hartford           | Estados Unidos         | XL Center                              | —                             | —            |                       |          |                |               |   |
| 26 de outubro de 2017                      | Cleveland          | Estados Unidos         | Quicken Loans Arena                    | —                             | —            |                       |          |                |               |   |
| 29 de outubro de 2017                      | Toronto            | Canadá                 | Air Canada Centre                      | —                             | —            |                       |          |                |               |   |
| 30 de outubro de 2017                      | Toronto            | Canadá                 | Air Canada Centre                      | —                             | —            |                       |          |                |               |   |
| 2 de novembro de 2017                      | Detroit            | Estados Unidos         | Little Caesars Arena                   | —                             | —            |                       |          |                |               |   |
| 3 de novembro de 2017                      | Louisville         | Estados Unidos         | KFC Yum! Center                        | —                             | —            |                       |          |                |               |   |
| 6 de novembro de 2017                      | Chicago            | Estados Unidos         | United Center                          | —                             | —            |                       |          |                |               |   |
| 7 de novembro de 2017                      | Milwaukee          | Estados Unidos         | Bradley Center                         | —                             | —            |                       |          |                |               |   |
| 10 de novembro de 2017                     | Houston            | Estados Unidos         | Toyota Center                          | —                             | —            |                       |          |                |               |   |
| 13 de novembro de 2017                     | Nashville          | Estados Unidos         | Bridgestone Arena                      | —                             | —            |                       |          |                |               |   |
| 14 de novembro de 2017                     | Tulsa              | Estados Unidos         | BOK Center                             | —                             | —            |                       |          |                |               |   |
| 17 de novembro de 2017                     | Las Vegas          | Estados Unidos         | T-Mobile Arena                         | —                             | —            |                       |          |                |               |   |
| 18 de novembro de 2017                     | Sacramento         | Estados Unidos         | Golden 1 Center                        | —                             | —            |                       |          |                |               |   |
| 21 de novembro de 2017                     | Oakland            | Estados Unidos         | Oracle Arena                           | —                             | —            |                       |          |                |               |   |
| 24 de novembro de 2017                     | Los Ángeles        | Estados Unidos         | Staples Center                         | —                             | —            |                       |          |                |               |   |
| 25 de novembro de 2017                     | Inglewood          | Estados Unidos         | The Forum                              | —                             | —            |                       |          |                |               |   |
| 28 de novembro de 2017                     | San Diego          | Estados Unidos         | Valley View Casino Center              | —                             | —            |                       |          |                |               |   |
| 29 de novembro de 2017                     | Inglewood          | Estados Unidos         | The Forum                              | —                             | —            |                       |          |                |               |   |
| Etapa 9 — Europa                           |                    |                        |                                        |                               |              |                       |          |                |               |   |
| 3 de junho de 2018                         | Berlín             | Alemanha               | Olympiastadion                         | —                             | —            |                       |          |                |               |   |
| 6 de junho de 2018                         | Odense             | Dinamarca              | Dyreskuepladsen                        | —                             | —            |                       |          |                |               |   |
| 9 de junho de 2018                         | Donington Park     | Reino Unido            | Download Festival                      | —                             | —            |                       |          |                |               |   |
| 12 de junho de 2018                        | Gelsenkirchen      | Alemanha               | Veltins-Arena                          | —                             | —            |                       |          |                |               |   |
| 15 de junho de 2018                        | Florencia          | Itália                 | Firenze Rocks                          | —                             | —            |                       |          |                |               |   |
| 18 de junho de 2018                        | París              | França                 | Download Festival                      | —                             | —            |                       |          |                |               |   |
| 21 de junho de 2018                        | Dessel             | Bélgica                | Graspop Metal Meeting                  | —                             | —            |                       |          |                |               |   |
| 24 de junho de 2018                        | Mannheim           | Alemanha               | Maimarktgelände                        | —                             | —            |                       |          |                |               |   |
| 26 de junho de 2018                        | Burdeos            | França                 | Estadio Matmut                         | —                             | —            |                       |          |                |               |   |
| 29 de junho de 2018                        | Madrid             | Espanha                | Download Festival                      | —                             | —            |                       |          |                |               |   |
| 1 de julho de 2018                         | Barcelona          | Espanha                | Estadio Olímpico                       | —                             | —            |                       |          |                |               |   |
| 4 de julho de 2018                         | Nimega             | Países Baixos          | Goffertpark                            | —                             | —            |                       |          |                |               |   |
| 7 de julho de 2018                         | Leipzig            | Alemanha               | Festwiese                              | —                             | —            |                       |          |                |               |   |
| 9 de julho de 2018                         | Chorzów            | Polónia                | Estadio de Silesia                     | —                             | —            |                       |          |                |               |   |
| 13 de julho de 2018                        | Moscú              | Rússia                 | Otkrytie Arena                         | —                             | —            |                       |          |                |               |   |
| 16 de julho de 2018                        | Tallin             | Estónia                | Tallinn Song Festival Grounds          | —                             | —            |                       |          |                |               |   |
| 19 de julho de 2018                        | Oslo               | Noruega                | Valle Hovin                            | —                             | —            |                       |          |                |               |   |
| 21 de julho de 2018                        | Gotemburgo         | Suécia                 | Estadio Ullevi                         | —                             | —            |                       |          |                |               |   |
| 24 de julho de 2018                        | Reykjavik          | Islândia               | Laugardalsvöllur                       | —                             | —            |                       |          |                |               |   |
| Etapa 10 — México, Asia, Sudáfrica y Hawái |                    |                        |                                        |                               |              |                       |          |                |               |   |
| 3 de novembro de 2018                      | Monterrey          | México                 | Parque Fundidora                       | -                             | -            |                       |          |                |               |   |
| 8 de novembro de 2018                      | Jakarta            | Indonésia              | Gelora Bung Karno Stadium              | -                             | -            |                       |          |                |               |   |
| 11 de novembro de 2018                     | Manila             | Filipinas              | Philippine Arena                       | -                             | -            |                       |          |                |               |   |
| 14 de novembro de 2018                     | Kuala Lumpur       | Malásia                | Sunway Lagoon                          | -                             | -            |                       |          |                |               |   |
| 17 de novembro de 2018                     | Taipei             | Taiwan                 | Taoyuan International Baseball Stadium | -                             | -            |                       |          |                |               |   |
| 20 de novembro de 2018                     | Hong Kong          | Hong Kong              | AsiaWorld–Expo                         | -                             | -            |                       |          |                |               |   |
| 21 de novembro de 2018                     | Hong Kong          | Hong Kong              | AsiaWorld–Expo                         | -                             | -            |                       |          |                |               |   |
| 25 de novembro de 2018                     | Dubái              | Emirados Árabes Unidos | Du Arena                               | -                             | -            |                       |          |                |               |   |
| 29 de novembro de 2018                     | Johannesburgo      | África do Sul          | FNB Stadium                            | -                             | -            | 8 de dezembro de 2018 | Honolulu | Estados Unidos | Aloha Stadium | - |
| Total                                      | Total              | Total                  | Total                                  | 4,067,460 / 4,199,996 (96.8%) | $432,271,861 |                       |          |                |               |   |

## Membros
- Axl Rose – vocais, piano
- Slash – guitarra líder, voz de apoio
- Duff McKagan – guitarra baixo, voz de apoio
- Dizzy Reed – teclado, piano, percussão, voz de apoio
- Richard Fortus – guitarra rítmica, voz de apoio
- Frank Ferrer – bateria, percussão
- Melissa Reese – teclado, sintetizador, sub-baixo, voz de apoioAngus Young de AC/DC actuou com GN'R em Coachella

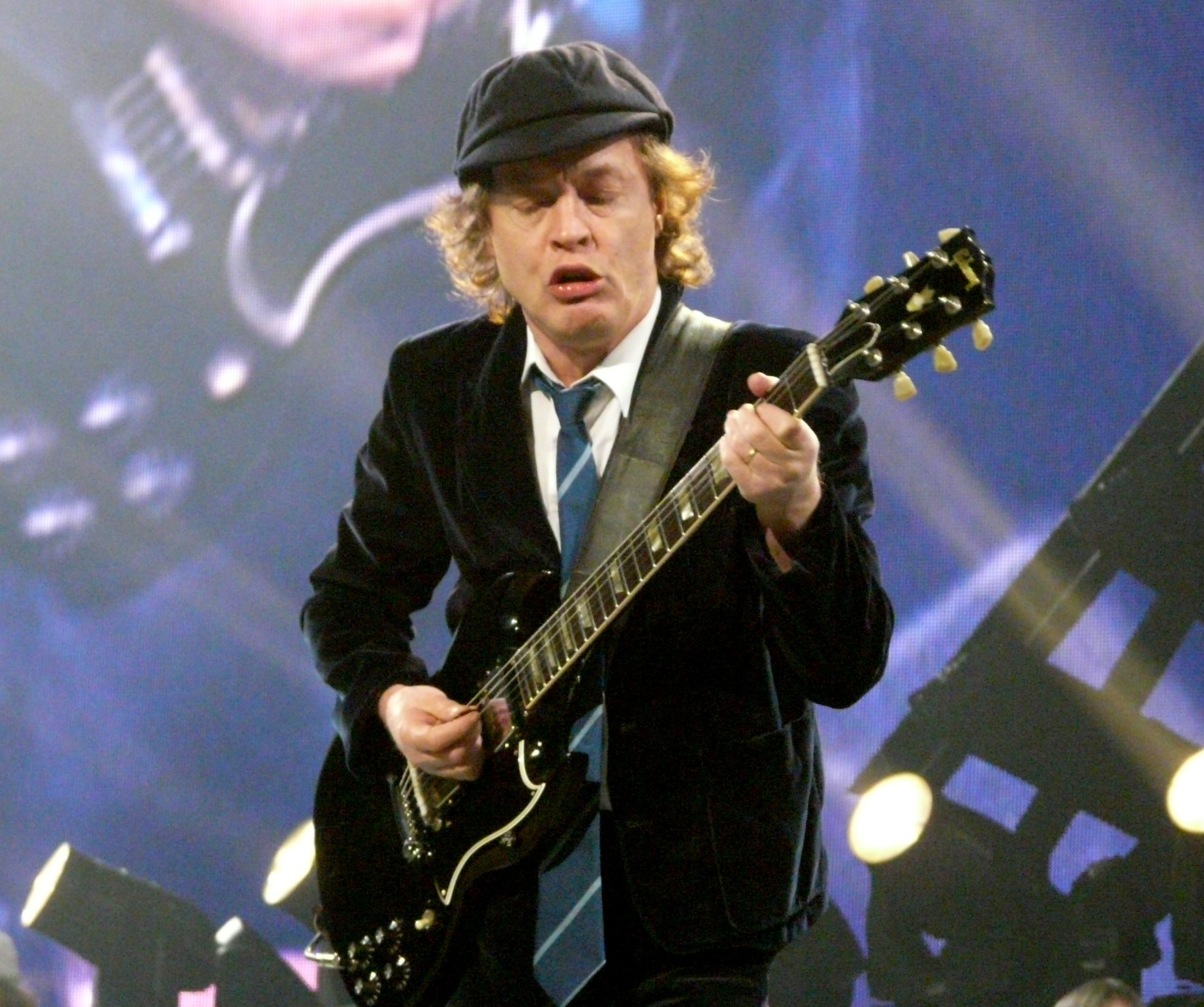
Angus Young de AC/DC actuou com GN'R em Coachella

### Convidados
- Sebastian Bach (cantou "My Michelle" o 9 de abril de 2016 nas Vegas)
- Angus Young (tocou "Whole Lotta Rosie" e "Riff Raff" o 16 de abril de 2016 em Coachella, o 10 e 11 de fevereiro de 2017 em Sydney, o 14 de fevereiro de 2017 em Melbourne, o 22 de junho de 2017 em Hannover e o 12 de julho em Nimega.).

- Steven Adler (tocou "Out Ta Get Me" e "My Michelle" o 6 de julho de 2016 em Cincinnati, o 9 de julho em Nashville, o 19 de agosto em Los Angeles, o 4 e 5 de novembro em Buenos Aires).
- Angry Anderson (o cantor de Rose Tattoo subiu ao palco a cantar Nice Boys o 11 de fevereiro de 2017 em Sydney).
- Pink (a cantora subiu ao palco a cantar Patience o 11 de Outubro de 2017 em Nova York na primeira de suas três apresentações no Madison Square Garden).
- Billy Gibbons (o violonista de ZZ Top tocou Patience o 10 de novembro de 2017 em Houston)
- Dave Grohl (o ex-baterista integrante de Nirvana e actual vocalista de Foo Fighters subiu ao palco a cantar Paradise City o 14 de Novembro de 2017 em Tulsa)